# 冠状静脈洞弁
冠状静脈洞弁（かんじょうじょうみゃくどうべん）は、ヒトの心臓の冠状静脈洞の開口部に位置する弁である。発見者である、アダム・クリスチャン・テベシウスにちなんでテベシウス弁とも呼ばれる)。この弁は、冠状静脈洞が右心房に流入する部位 において、心臓の収縮中に血液が冠状静脈洞に逆流するのを防ぐ。

## 解剖
テベシウス弁は、冠状静脈洞の右心房への開口部の前下部に位置する薄い半月弁である 。これは、右心房の内膜の半円形のひだによって形成され、下大静脈の基部に位置している。 

### 変異
この弁は完全欠損していることもあるが、ヒトでは、73-86%に存在する。
テベシウス弁の大きさはヒトによって大きく異なる。2枚あることもあれば、多くの小孔を含む、すなわち篩状であることもある。

## 機能
この弁は、心房の収縮の際に冠状静脈洞への血液の逆流を防ぐ。